# Platanthera huronensis
Platanthera huronensis är en orkidéart som beskrevs av John Lindley. Platanthera huronensis ingår i släktet nattvioler, och familjen orkidéer. Inga underarter finns listade i Catalogue of Life.

## Bildgalleri

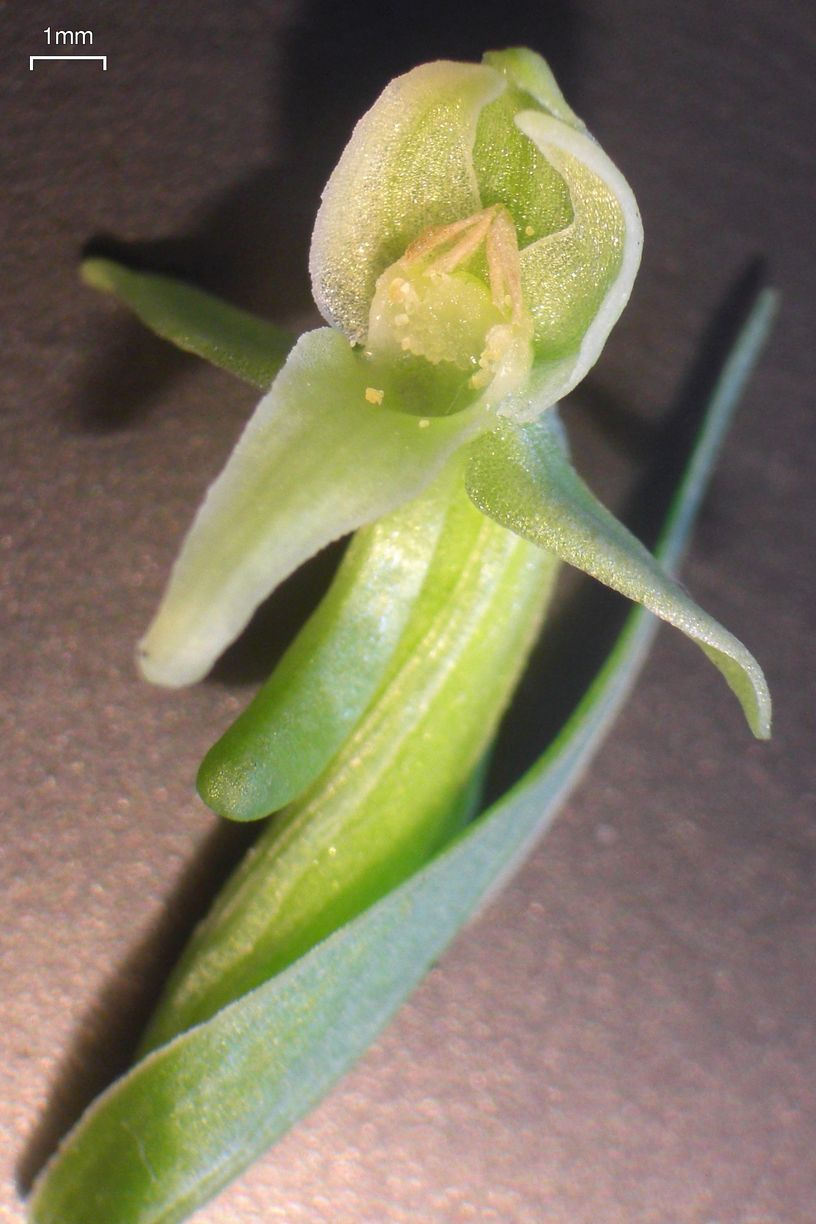
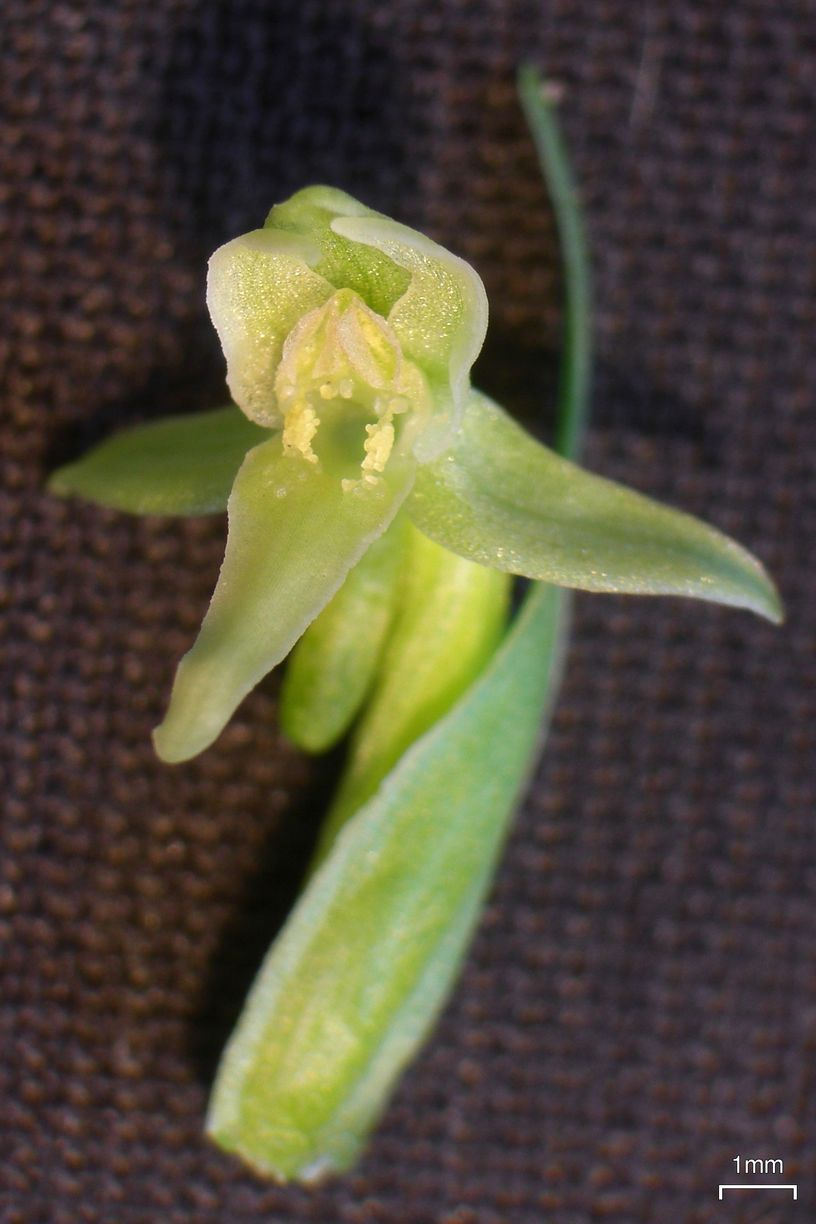
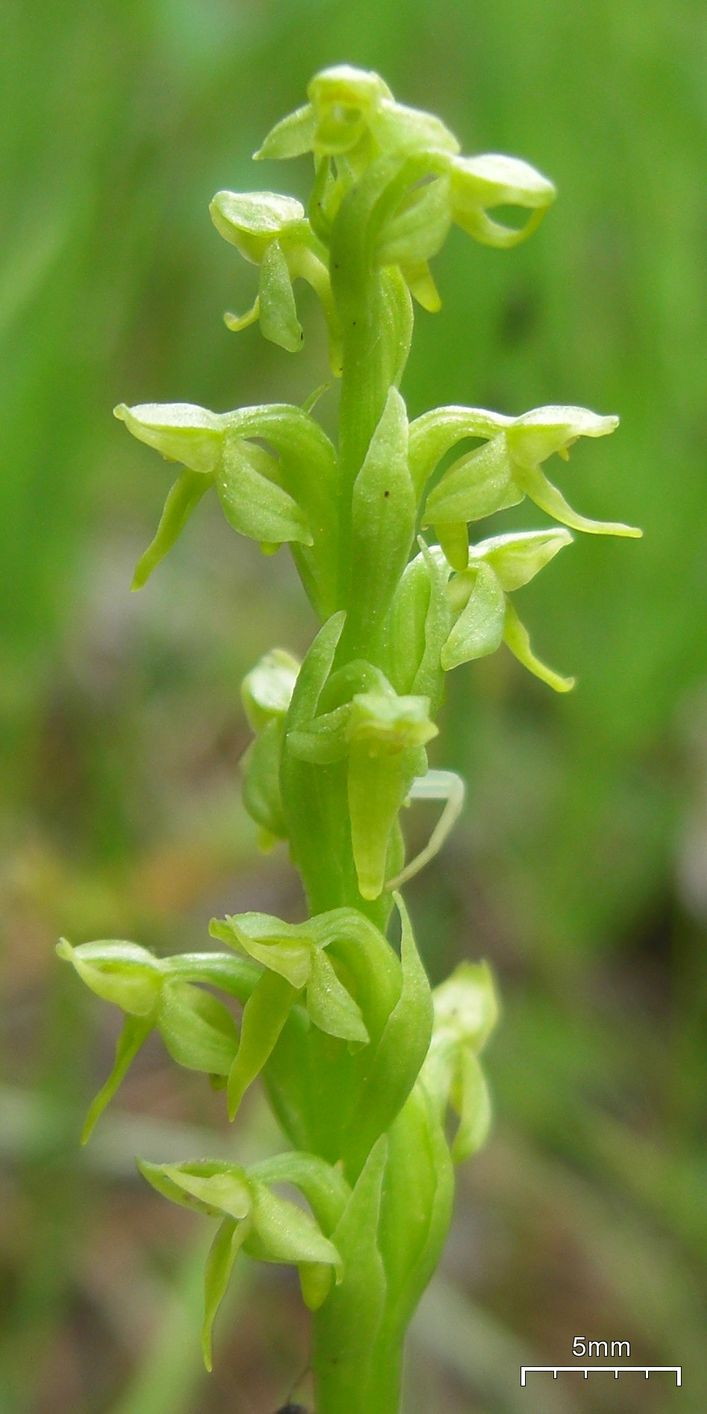